# دان إيتو
دَنْ إيتو (باليابانية: 伊藤 壇) (3 نوفمبر 1975 في سابورو في اليابان – )؛ هو لاعب كرة قدم ياباني سابق كان يلعب كلاعب وسط.

## وصلات خارجية
- دان إيتو على موقع رابطة كرة القدم اليابانية للمحترفين (اليابانية)
- دان إيتو على موقع قاعدة بيانات كرة القدم.إي يو (الإنجليزية)
- دان إيتو على موقع Soccerway.com (الإنجليزية)
- دان إيتو على موقع عالم كرة القدم.نت (الإنجليزية)